# Filmographie de Donald Duck

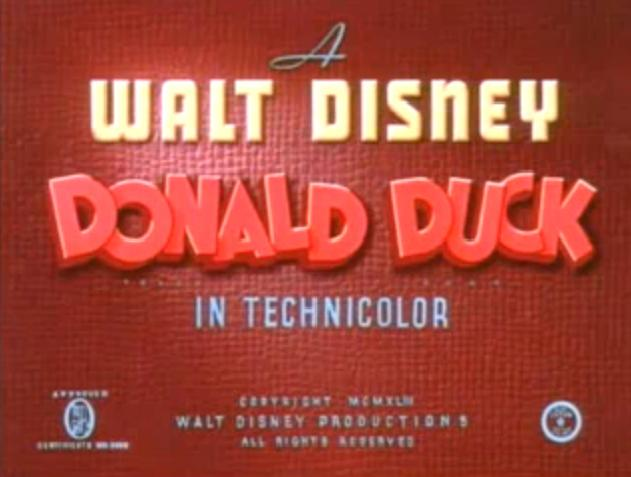
L’écran de début de Donald Duck pendant le XXe siècle.

Cette liste présente la filmographie complète du personnage de Donald Duck depuis 1934.

## Années 1930

### 1934
- Une petite poule avisée (The Wise Little Hen). Dans la série des Silly Symphonies. Première apparition de Donald Duck au cinéma.
- Le Gala des orphelins ou Mickey bienfaiteur (Orphan's Benefit). Dans la série Mickey Mouse. Avec Mickey, Minnie, Dingo, Horace, Clarabelle et Clara Cluck.
- Un enlèvement de chien (The Dognapper). Dans la série Mickey Mouse. Avec Mickey, Minnie et Pat Hibulaire.

### 1935
- Les Joyeux Mécaniciens (Mickey's Service Station). Dans la série Mickey Mouse. Avec Mickey, Dingo et Pat Hibulaire. Le dernier Mickey en noir et blanc.
- La Fanfare (The Band Concert). Dans la série Mickey Mouse. Avec Mickey, Horace, Clarabelle et Dingo. Le premier "Mickey" en couleurs, considéré souvent comme l'un des meilleurs.
- Mickey pompier (Mickey's Fire Brigade). Dans la série Mickey Mouse. Avec Mickey, Dingo et Clarabelle.
- Mickey patine (On Ice). Dans la série Mickey Mouse. Avec Mickey, Minnie, Dingo, Clarabelle, Horace et Pluto.

### 1936
- L'Équipe de Polo (Mickey's Polo Team). Dans la série Mickey Mouse. Mickey, Dingo, Donald et le Grand Méchant Loup y affrontent des stars de l'époque: Stan Laurel, Oliver Hardy, Harpo Marx, Charlie Chaplin.
- Partie de campagne (Orphan's Picnic). Dans la série Mickey Mouse. Avec Mickey.
- Grand Opéra (Mickey's Grand Opera). Dans la série Mickey Mouse. Avec Mickey, Horace, Clarabelle, Pluto, Clara Cluck et Dingo.
- Le Déménagement de Mickey (Moving Day). Dans la série Mickey Mouse. Avec Mickey, Dingo et Pat Hibulaire.
- Les Alpinistes (Alpine Climbers). Dans la série Mickey Mouse. Avec Mickey et Pluto.
- Le Cirque de Mickey (Mickey's Circus). Dans la série Mickey Mouse. Avec Mickey.
- Donald et Pluto (Donald and Pluto). Avec Pluto. Bien que classé dans la série Mickey Mouse, Mickey n'apparaît pas. C'est la première fois que Donald est considéré comme le maître de Pluto.

### 1937
- Don Donald (idem). Premier court-métrage de la série Donald Duck. Première apparition de Daisy Duck sous le nom de Donna Duck.
- Mickey Magicien (Magician Mickey). Dans la série Mickey Mouse. Avec Mickey et Dingo.
- Chasseurs d'élans (Moose Hunters). Dans la série Mickey Mouse. Avec Mickey et Dingo.
- Amateurs de Mickey (Mickey's Amateurs). Dans la série Mickey Mouse. Avec Mickey, Dingo, Horace (dans le public), Clarabelle, Clara Cluck et Pat Hibulaire.
- Inventions modernes (Modern Inventions). Dans la série Donald Duck.
- Vacances à Hawaï (Hawaiian Holiday). Dans la série Mickey Mouse. Avec Mickey, Minnie, Dingo et Pluto.
- Nettoyeurs de pendules (Clock Cleaners). Dans la série Mickey Mouse. Avec Mickey et Dingo.
- L'Autruche de Donald (Donald's Ostrich). Dans la série Donald Duck.
- Les Revenants solitaires (Lonesome Ghosts). Dans la série Mickey Mouse. Avec Mickey et Dingo.

### 1938
- Le Sang-froid de Donald (Self Control). Dans la série Donald Duck.
- Constructeurs de bateau (Boat Builders). Dans la série Mickey Mouse. Avec Mickey, Minnie et Dingo.
- L'Ange gardien de Donald (Donald's Better Self). Dans la série Donald Duck.
- Les Neveux de Donald (Donald's Nephews). Dans la série Donald Duck. Première apparition au cinéma de Riri, Fifi et Loulou.
- La Remorque de Mickey (Mickey's Trailer). Dans la série Mickey Mouse. Avec Mickey et Dingo.
- Trappeurs arctiques (Polar Trappers).  Premier film de la série Donald et Dingo.
- Bons Scouts (Good Scouts). Dans la série Donald Duck. Avec Riri, Fifi et Loulou.
- La Chasse au renard (The Fox Hunt). Dans la série Donald et Dingo. Apparitions de Mickey, Minnie, Horace, Clarabelle et Clara Cluck.
- Chasseurs de baleines (The Whalers). Dans la série Mickey Mouse. Avec Mickey et Dingo.
- Donald joue au golf (Donald's Golf Game). Dans la série Donald Duck. Avec Riri, Fifi et Loulou.
- Conte de ma mère l'Oye (Mother Goose Goes Hollywood). Dans la série des Silly Symphonies. Apparition au milieu de caricatures de stars de l'époque : Katharine Hepburn et Spencer Tracy, les Marx Brothers, Laurel et Hardy, Greta Garbo, Clark Gable, Fred Astaire, Edward G. Robinson, W. C. Fields, Wallace Beery, Fats Waller, Cab Calloway, etc.

### 1939
- Donald le chanceux (Donald's Lucky Day). Dans la série Donald Duck.
- Champion de hockey (The Hockey Champ). Dans la série Donald Duck. Avec Riri, Fifi et Loulou.
- Le Cousin de Donald (Donald's Cousin Gus). Dans la série Donald Duck. Première apparition de Gus Glouton.
- Pique-nique sur la plage (Beach Picnic). Dans la série Donald Duck. Avec Pluto.
- Scouts marins (Sea Scouts). Dans la série Donald Duck. Avec Riri, Fifi et Loulou.
- Mademoiselle et son bébé (Bachelor Mother). Long-métrage en prises de vues réelles avec Ginger Rogers et David Niven (apparition).
- Le Pingouin de Donald (Donald's Penguin). Dans la série Donald Duck.
- Chasseur d'autographes (The Autograph Hound). Dans la série Donald Duck. Avec les caricatures des stars de l'époque: Greta Garbo, Clark Gable, Mickey Rooney, Shirley Temple, etc.
- Agent Canard (Officer Duck). Dans la série Donald Duck. Avec Pat Hibulaire.
- Standard Parade (The Standard Parade). Conclusion d'un film publicitaire pour la Standard Oil Company. Les personnages vedettes de Disney défilent en faisant de la pub pour la marque. Cette parade est copiée sur la Parade des Oscar de 1932.

## Années 1940

### 1940
- Donald le riveur (The Riveter). Dans la série Donald Duck. Avec Pat Hibulaire. Donald chante Heigh-ho de Blanche-Neige et les Sept Nains (1937).
- La Blanchisserie de Donald (Donald's Dog Laundry). Dans la série Donald Duck. Avec Pluto.
- Le Remorqueur de Mickey (Tugboat Mickey). Dans la série Mickey Mouse. Avec Mickey et Dingo.
- Colleurs d'affiches (Billposters). Dans la série Donald et Dingo. Donald et Dingo chantent Sifflez en travaillant de Blanche-Neige et les Sept Nains (1937).
- L'Entreprenant M. Duck (Mr. Duck Steps Out). Dans la série Donald Duck. Avec Riri, Fifi, Loulou et Daisy, qui acquiert son prénom définitif. Le titre français est un clin d'œil au film de Fred Astaire, L'Entreprenant Monsieur Petrov (Shall we Dance, 1937).
- Donald a des ennuis (Put-Put Troubles). Dans la série Donald Duck. Avec Pluto.
- Donald fait du camping (Donald's Vacation). Dans la série Donald Duck
- Donald bénévole (The Volunteer Worker). Court-métrage de propagande pour le don aux œuvres caritatives.
- Nettoyeurs de carreaux (Window Cleaners). Dans la série Donald Duck. Avec Pluto.
- Donald capitaine des pompiers (Fire Chief). Dans la série Donald Duck. Avec Riri, Fifi et Loulou.

### 1941
- Donald bûcheron (Timber). Dans la série Donald Duck. Avec Pat Hibulaire.
- La Poule aux œufs d'or (Golden Eggs). Dans la série Donald Duck.
- Donald à la kermesse (A Good Time for a Dime). Dans la série Donald Duck. Apparition de Daisy.
- Les Années 90 (The Nifty Nineties). Dans la série Mickey Mouse. Avec Mickey et Minnie. Apparitions de Dingo, Donald, Daisy, Riri, Fifi et Loulou.
- Bonne nuit Donald (Early to Bed). Dans la série Donald Duck.
- Donald garde-champêtre (Truant Officier Donald). Dans la série Donald Duck. Avec Riri, Fifi et Loulou. Le titre français est trompeur : Donald est en fait un fonctionnaire de police chargé de rattraper les élèves faisant l'école buissonnière.
- Mickey bienfaiteur (Orphan's Benefit). Dans la série Mickey Mouse. Avec Mickey, Dingo, Horace, Clarabelle et Clara Cluck. Remake en couleurs du film de 1934.
- Donald fermier (Old MacDonald Duck). Dans la série Donald Duck. Court-métrage également visible au sein du long-métrage, Le Dragon récalcitrant (The Reluctant Dragon)
- Donald photographe (Donald's Camera). Dans la série Donald Duck. Les animaux de la forêt rappellent ceux de Blanche-Neige et les Sept Nains (1937) et annoncent Bambi (1942).
- Donald cuistot (Chef Donald). Dans la série Donald Duck. La fin du film où Donald se trouve englué par la pâte à gaufres est un clin d'œil - également musical - à Pinocchio (1940).

### 1942
- Donald's Decision. Dans la série Donald Duck
- All Together. Court-métrage destiné au public canadien. Avec Mickey Mouse, Dingo, Donald Duck, Riri, Fifi et Loulou, Clarabelle Cow, Horace Horsecollar, les Trois Petits Cochons, Figaro, Pinocchio, Geppetto et les Sept Nains.
- Donald forgeron (The Village Smithy). Dans la série Donald Duck
- The New Spirit Court-métrage de propagande destiné à collecter les impôts américains
- L'Anniversaire de Mickey (Mickey's Birthday Party). Dans la série Mickey Mouse.  Avec Mickey, Dingo, Horace, Clarabelle, Clara Cluck et Minnie.
- L'Heure symphonique (Symphony Hour). Dans la série Mickey Mouse. Avec Mickey, Dingo, Horace, Clarabelle, Clara Cluck et Pat Hibulaire.
- Donald bagarreur (Donald's Snow Fight). Dans la série Donald Duck. Avec Riri, Fifi et Loulou.
- Donald à l'armée (Donald Gets Drafted). Dans la série Donald Duck. Avec Sergent Pat Hibulaire.
- Le Jardin de Donald (Donald's Garden). Dans la série Donald Duck
- La Mine d'or de Donald (Donald's Gold Mine). Dans la série Donald Duck
- Saludos Amigos. Long-métrage mêlant animation et prises de vues réelles. Première apparition de José Carioca.
- Donald se camoufle (The Vanishing Private). Dans la série Donald Duck. Avec Sergent Pat Hibulaire.
- Donald parachutiste (Sky Trooper). Dans la série Donald Duck. Avec Sergent Pat Hibulaire.
- Donald groom d'hôtel (Bellboy Donald). Dans la série Donald Duck. Avec Pat Hibulaire

### 1943
- Der Fuehrer's Face. Court-métrage de propagande anti-nazie, sorti aux États-Unis le 1er janvier 1943. Donald rêve qu'il vit dans l'Allemagne nazie.
- The Spirit of '43. Court-métrage de propagande, sorti aux États-Unis le 7 janvier 1943. Donald est tiraillé entre deux facettes de sa personnalité : le zazou qui le pousse à dépenser son argent en futilités et l'économe, représenté par un écossais préfigurant Balthazar Picsou, qui l'incite à payer ses impôts afin de soutenir l'effort de guerre.
- Donald crève (Donald's Tire Trouble). Dans la série Donald Duck
- La Machine volante (The Flying Jalopy). Dans la série Donald Duck
- Gauche... Droite (Fall Out, Fall In). Dans la série Donald Duck
- Facéties militaires (The Old Army Game). Dans la série Donald Duck. Avec Sergent Pat Hibulaire.
- À l'attaque (Home Defense). Dans la série Donald Duck. Avec Riri, Fifi et Loulou.

### 1944
- Donald joue du trombone ou Trombone en coulisse (Trombone Trouble). Dans la série Donald Duck. Avec Pat Hibulaire.
- Donald et le Gorille (Donald Duck and the Gorilla). Dans la série Donald Duck. Avec Riri, Fifi et Loulou.
- L'Œuf du condor géant (Contrary Condor). Dans la série Donald Duck
- Mission Canard (Commando Duck). Dans la série Donald Duck
- Inventions nouvelles (The Plastics Inventor). Dans la série Donald Duck
- Donald est de sortie (Donald's Off Day). Dans la série Donald Duck. Avec Riri, Fifi et Loulou.
- Les Trois Caballeros (The Three Caballeros). Long-métrage mêlant animation et prises de vues réelles, suite de Saludos Amigos (1942). Avec José et Panchito.

### 1945
- Donald emballeur (The Clock Watcher). Dans la série Donald Duck
- Donald et le Fakir (The Eyes Have It). Dans la série Donald Duck. Avec Pluto.
- Le crime ne paie pas (Donald's Crime). Dans la série Donald Duck. Avec Riri, Fifi et Loulou et Daisy Duck.
- Imagination débordante (Duck Pimples). Dans la série Donald Duck
- Donald et Dingo marins (No Sail) Dans la série Donald et Dingo.
- Donald a sa crise (Cured Duck). Dans la série Donald Duck. Avec Daisy Duck.
- Le Vieux Séquoia (Old Sequoia). Dans la série Donald Duck

### 1946
- Donald et son double (Donald's Double Trouble). Dans la série Donald Duck. Avec Daisy Duck. Première apparition de Dapper Duck.
- Peinture fraîche (Wet Paint). Dans la série Donald Duck
- Donald dans le Grand Nord (Dumb Bell of the Yukon). Dans la série Donald Duck
- Donald gardien de phare (Lighthouse Keeping). Dans la série Donald Duck
- Donald, ramenez-le vivant (Frank Duck Brings 'em Back Alive). Dans la série Donald et Dingo.

### 1947
- Tireurs d'élite (Straight Shooters). Dans la série Donald Duck. Avec Riri, Fifi et Loulou.
- Dodo Donald (Sleepy Time Donald). Dans la série Donald Duck. Avec Daisy Duck.
- Le Clown de la jungle (Clown of the Jungle). Dans la série Donald Duck
- Le Dilemme de Donald (Donald's Dilemma). Dans la série Donald Duck. Avec Daisy Duck.
- Déboires sans boire (Crazy with the Heat). Dernier film de la série Donald et Dingo.
- Pépé le grillon (Bootle Beetle). Dans la série Donald Duck
- Donald et les Grands Espaces (Wide Open Spaces). Dans la série Donald Duck
- Mickey et le Haricot magique (Mickey and the Beanstalk). Deuxième partie du long-métrage Coquin de printemps (Fun and Fancy Free). Avec Mickey et Dingo.
- Donald chez les écureuils (Chip an' Dale). Dans la série Donald Duck.  Première confrontation avec Tic et Tac qui acquièrent leur nom définitif.

### 1948
- Les Tracas de Donald (Drip Dippy Donald). Dans la série Donald Duck
- Papa Canard (Daddy Duck). Dans la série Donald Duck
- Voix de rêve (Donald's Dream Voice). Dans la série Donald Duck. Avec Daisy Duck.
- C'est la faute de la samba (Blame It on the Samba). Sixième partie du long-métrage Mélodie Cocktail (Melody Time). Avec José.
- Le Procès de Donald (The Trial of Donald Duck). Dans la série Donald Duck
- Donald décorateur (Inferior Decorator). Dans la série Donald Duck
- À la soupe ! (Soup's On). Dans la série Donald Duck. Avec Riri, Fifi et Loulou.
- Le petit déjeuner est servi (Three for Breakfast). Dans la série Donald Duck. Avec Tic et Tac.
- Donald et les Fourmis (Tea for Two Hundred). Dans la série Donald Duck

### 1949
- Donald forestier (Winter Storage). Dans la série Donald Duck. Avec Tic et Tac.
- Donald fait son beurre (All in a Nutshell), renommé La Guerre des noix ! durant sa restauration HD en 2012. Dans la série Donald Duck. Avec Tic et Tac.
- Donald et son arbre de Noël (Toy Tinkers). Dans la série Donald Duck. Avec Tic et Tac.
- Pile ou Farces (Donald's Happy Birthday). Dans la série Donald Duck. Avec Riri, Fifi et Loulou. Ce court-métrage a été censuré pendant un certain temps aux États-Unis car on y voyait les canetons fumer le cigare.
- Donald marin (Sea Salts). Dans la série Donald Duck
- Le Miel de Donald (Honey Harvester). Dans la série Donald Duck
- Jardin paradisiaque (The Greener Yard). Dans la série Donald Duck
- (Slide, Donald, Slide). Dans la série Donald Duck

## Années 1950

### 1950
- Attention au lion (Lion Around). Dans la série Donald Duck. Avec Riri, Fifi et Loulou.
- Donald amoureux (Crazy Over Daisy). Dans la série Donald Duck. Avec Daisy Duck, Tic et Tac. Apparitions de Mickey Mouse, Minnie Mouse et Dingo.
- La Roulotte de Donald (Trailer Horn). Dans la série Donald Duck. Avec Tic et Tac.
- Donald blagueur (Out on a Limb). Dans la série Donald Duck. Avec Tic et Tac.
- Donald pêcheur (Hook, Lion and Sinker). Dans la série Donald Duck
- Donald à la plage (Bee at the Beach). Dans la série Donald Duck

### 1951
- Une partie de pop-corn (Corn Chips), renommé Pop corn à tout va ! durant sa restauration HD en 2012. Dans la série Donald Duck. Avec Tic et Tac.
- Donald pilote d'essai (Test Pilot Donald). Dans la série Donald Duck. Avec Tic et Tac.
- Bon pour le modèle réduit (Out of Scale). Dans la série Donald Duck. Avec Tic et Tac.
- Donald au ranch (Dude Duck). Dans la série Donald Duck
- Donald gagne le gros lot ou Donald décroche le gros lot (Lucky Number). Dans la série Donald Duck. Avec Riri, Fifi et Loulou.
- Donald et la Sentinelle (Bee on Guard). Dans la série Donald Duck

### 1952
- Le Verger de Donald (Donald Applecore). Dans la série Donald Duck. Avec Tic et Tac.
- Restons ensemble (Let's Stick Together). Dans la série Donald Duck
- (Uncle Donald's Ants). Dans la série Donald Duck
- Donald et la Sorcière (Trick or Treat). Dans la série Donald Duck. Avec Riri, Fifi et Loulou. Première apparition de Hazel la sorcière
- L'Arbre de Noël de Pluto (Pluto's Christmas Tree). Dans la série Mickey Mouse. Avec Mickey Mouse, Tic et Tac. Apparitions de Minnie Mouse, Donald Duck et Dingo.

### 1953
- La Fontaine de jouvence de Donald (Don's Fountain of Youth). Dans la série Donald Duck. Avec Riri, Fifi et Loulou.
- Le Nouveau Voisin (The New Neighbor). Dans la série Donald Duck
- La Chasse à l'ours (Rugged Bear). Dans la série Donald Duck. Première apparition de l'ours Nicodème.
- Les Cacahuètes de Donald (Working for Peanuts). Dans la série Donald Duck. Avec Tic et Tac.
- Donald pugiliste (Canvas Back Duck). Dans la série Donald Duck. Avec Riri, Fifi et Loulou et Pat Hibulaire.

### 1954
- Donald et les Pygmées cannibales (Spare the Rod). Dans la série Donald Duck. Avec Riri, Fifi et Loulou.
- L'Agenda de Donald (Donald's Diary). Dans la série Donald Duck. Avec Daisy Duck.
- Le Dragon mécanique (Dragon Around). Dans la série Donald Duck. Avec Tic et Tac.
- Donald visite le parc de Brownstone (Grin and Bear It). Dans la série Donald Duck. Avec l'ours Nicodème.
- Donald et l'Écureuil volant (The Flying Squirrel). Dans la série Donald Duck
- Donald visite le Grand Canyon (Grand Canyonscope). Dans la série Donald Duck

### 1955
- Chasse gardée (No Hunting). Dans la série Donald Duck
- Un sommeil d'ours (Bearly Asleep). Dans la série Donald Duck. Avec l'ours Nicodème.
- Donald et les Abeilles (Beezy Bear). Dans la série Donald Duck. Avec l'ours Nicodème.
- Donald flotteur de bois (Up a Tree). Dans la série Donald Duck.  Avec Tic et Tac.

### 1956
- Ohé Donald (Chips Ahoy). Dans la série Donald Duck.  Avec Tic et Tac.
- Les Accidents ménagers (How to Have an Accident in the Home). Dans la série Donald Duck

### 1959
- Donald au pays des mathémagiques (Donald in Mathmagic Land). Moyen-métrage.
- Un accident est vite arrivé (How to Have an Accident at Work). Dans la série Donald Duck

## Années 1960

### 1960
- (Donald Duck and his Companions). Compilation de courts métrages parmi lesquels Scout marins (1939), Donald fait du camping (1940), etc.

### 1961
- Donald et la Roue (Donald and the Wheel). Dans la série Donald Duck
- Donald et l'Écologie (The Litterbug). Dans la série Donald Duck. Avec Riri, Fifi et Loulou.

### 1965
- (Donald's Fire Survival Plan). Documentaire.

### 1967
- (Family Planning). Documentaire.

## Années 1980

### 1980
- Mickey Mouse Disco. Compilation

### 1982
- (Buyer Be Wise). Court métrage

### 1983
- Le Noël de Mickey (Mickey's Christmas Carol). Moyen-métrage d'animation.

### 1987
- Totally Minnie. Moyen-métrage d'animation pour la télévision.
- La Bande à Picsou (Ducktales). Série télévisée disffusée de 1987 à 1989 avec des apparitions peu nombreuses, car Donald est matelot sur un navire de guerre.

### 1988
- Qui veut la peau de Roger Rabbit (Who Framed Roger Rabbit). Apparitions.

## Années 1990

### 1990
- Le Prince et le Pauvre (The Prince and the Pauper). Moyen-métrage d'animation.

### 1993
- Bonkers. Série télévisée diffusée de 1993 à 1999. Caméo de Donald dans l'épisode Les visitoons : 1re partie (Going Bonkers).

### 1999
- Fantasia 2000, séquence Pomp and Circumstance. Long-métrage d'animation.
- Mickey, il était une fois Noël (Mickey's Once Upon a Christmas). Long-métrage d'animation composé de trois courts.
- Mickey Mania (Mickey Mouse Works). Série télévisée diffusée de 1999 à 2000, présentant des courts métrages inédits.

## Années 2000

### 2001
- Mickey, la magie de Noël (Mickey's Magical Christmas : Snowed In At The House Of Mouse). Compilation de courts métrages parmi lesquels Le Noël de Mickey (1983), L'Arbre de Noël de Pluto (1952), etc.
- Tous en boîte (Disney's House of Mouse). Série télévisée diffusée de 2001 à 2004.

### 2002
- Mickey, le club des méchants (Mickey's House Of Villains). Compilation de courts métrages parmi lesquels Les Revenants solitaires (1937), Donald et le Gorille (1944), Donald et la Sorcière (1952) et des extraits de la série Mickey Mania (1999-2000).

### 2003
- Mickey's PhilharMagic. Compilation de courts métrages et d'extraits musicaux.

### 2004
- Mickey, Donald, Dingo : Les Trois Mousquetaires (Mickey, Donald, Goofy : The Three Musketeers). Long-métrage d'animation.

### 2005
- Mickey, il était deux fois Noël (Mickey's Twice Upon a Christmas). Long-métrage d'animation en images de synthèse composé de cinq courts.

### 2006
- La Maison de Mickey (Mickey Mouse Clubhouse). Série télévisée de 2006 à 2016.

### 2011
- La Boutique de Minnie (Minnie's Bow-Toons). Série télévisée de 2011 à 2016.

### 2013
- Mickey Mouse. Série télévisée de 2013 à 2019.

### 2017
- Mickey et ses amis : Top Départ ! (Mickey Mouse Mixed-Up Adventures). Série télévisée de 2017 à 2021.
- Les Histoires Toc-Toc de Tic et Tac (Chip ‘N’ Dale : Nutty Tales). Série télévisée de 2017 à 2019. Donald apparaît seulement en 2017.
- La Bande à Picsou (Ducktales).  Série télévisée de 2017 à 2021.

### 2018
- La Légende des Trois Caballeros (Legend of the Three Caballeros). Série télévisée de 2018.

### 2020
- Le Monde Merveilleux de Mickey (The Wonderful World of Mickey Mouse). Série de 2020 à aujourd'hui.

### 2021
- La Maison magique de Mickey (Mickey Mouse Funhouse). Série de 2021 à aujourd'hui.
- Les Aventures au Parc de Tic et Tac (Chip 'n' Dale: Park Life). Série de 2021 à aujourd'hui.
- Mickey et la Légende des deux sorcières (en) (Mickey's Tale of Two Witches). Téléfilm d'animation.
- Mickey et Minnie : Le Vœu de noël (en) (Mickey and Minnie Wish Upon a Christmas). Téléfilm d'animation.